# Håbo
Håbo (del sueco: Håbo kommun) es un municipio de la Provincia de Upsala, al este de Suecia. Su cabecera municipal es Bålsta.

## Historia
Durante la reforma municipal de 1862 se crearon las parroquias civiles de Häggeby, Kalmar, Skokloster, Yttergran y Övergran, sobre la base de las parroquias de la Iglesia de Suecia del mismo nombre. En la reforma de 1952, aquellas se fusionaron para crear el municipio rural Håbo. El estado actual lo adquirió en la reforma de 1971, perdiendo la característica de «municipio rural».
Judicialmente, desde 2005 forma parte tribunal de distrito de Enköping, subordinado a la jurisdicción del tribunal de distrito de Uppsala.

## Blasón
Campo de gules con cordero de pie, sosteniendo la extremidad anterior derecha una cruz en conjunto con una vara adornada con una bandera con cinco flecos, todo de oro; bandera cubierta con una cruz latina de gules.
Tradicionalmente, el sello de Håbo era el cordero sosteniendo una bandera. Cuando en 1976 se permitió que los municipios tuvieron sus propios símbolos, surgió el problema de que Järfälla tenía un escudo de armas muy similar. A través de diversos colores y la posición del cordero se fue ampliando la distinción, hasta que finalmente se pudo registrar en la Oficina de patentes y registros en 1978. El número de flecos representa las parroquias que dieron origen al municipio.

## Demografía
| 6118                                                                                                 | 9987 | 13 301 | 13 876 | 15 209 | 16 874 | 17 468 | 18 569 | 19 629 |
| (Fuente: Población por región, edad y género (1968-2014), Oficina Central de Estadísticas de Suecia) |      |        |        |        |        |        |        |        |

## Subdivisiones
El municipio se subdivide en cuatro parroquias, aunque a partir del 1 de enero de 2016 este sistema cambiará al de los distritos creados en la reforma de separación entre la Iglesia y el Estado de 1999/2000.[actualizar]
- Parroquia de Häggeby
- Parroquia de Kalmar-Yttergrans
- Parroquia de Skoklosters
- Parroquia de Övergrans

### Localidades
En Håbo hay seis localidades:
| Localidad         | Población (2010) |
| ----------------- | ---------------- |
| Bålsta            | 14 147           |
| Slottskogen       | 1492             |
| Raby              | 885              |
| Söderskogen       | 378              |
| Krägga            | 331              |
| Häggeby och Vreta | 224              |

## Industria
La comunidad empresarial en Håbo es relativamente modesta en relación con la población. El empleador privado más grande es Gyproc AB, que tiene en Bålsta una planta para la fabricación de placas de yeso. Gyproc empleaba en 2014 a 119 personas. Ese mismo año, el número total de empresas registradas fue de 1901. La mayoría de la población económicamente activa viaja fuera del municipio, principalmente al área metropolitana de Estocolmo.

## Sitios turísticos
- Castillo de Skokloster, único castillo del municipio. Uno de los principales palacios barrocos del país.
- Museo Åbergs, tiene una colección de arte y una de las mayores colecciones de objetos de Disney.
- Mansión del obispo de Arno de 1729, en su propia isla en el lago Mälaren. Tiene un salón gótico del siglo XIV, un colegio y un centro de conferencias.